# Tipula (Eumicrotipula) magellanica
Tipula (Eumicrotipula) magellanica is een tweevleugelige uit de familie langpootmuggen (Tipulidae). De soort komt voor in het Neotropisch gebied.